# کارکس لپرینا
کارکس لپرینا (نام علمی: Carex ovalis) نام یک گونه از سرده جگن است.